# Лайхте Кампфваген I
Лайхте Кампфваген I (Leichte Kampfwagen I, съкратено LK.I, на немски означава буквално „Лека бойна кола“) е немски лек танк от Първата световна война. Конструиран е от инженер в Транспортния отдел на Главния военен департамент на Немската армия.

## История
LK.I е създаден на базата на автомобилно шаси на фирмата „Даймлер“ и поради тази причина машината е изпълнен по стандартна автомобилна схема. Двигателят се намира в предната част на корпуса, а ходовият привод е монтиран в задната част. За задвижване на ходовата част са монтирани допълнителни движителни валове към двигателните колела на веригите. Произведен е само един прототип в средата на 1918 г.
Веднага след създаването на прототипа LK.I се започва работа по неговото усъвършенстване. През юни 1918 г. е конструирана нова модификация – лекия танк LK.II, който всъщност е почти точно копие на LK.I, с изключение на разположената в задната част на корпуса купола. Немската армия поръчва 580 машини, от които са произведени само два прототипа.
В края на 1918 г. започва разработването на нова модификация, която получава обозначението LK.III. Взето е решение за внасяне на коренни промени в компоновката на танка. Машината е създадена по стандартната компановачна схема – със задноразположена силова установка и купола в среднатача горна част на корпуса. Разработено е ново шаси, поради слабата издръжливост на автомобилното шаси, използвано в двете предходни модификации. Предвидена е възможност за монтиране на два вида оръдия – руското 57 мм. оръдие „Сокол“ и немското 20 мм оръдие "Becker Flieger". Немската армия поръчва 1000 машини, но не е произведена нито една.

## Устройство
Корпусът е изграден от стоманени бронелистове с дебелина 8 мм, свързани по между си чрез нитоване. Куполата за въоръжението е монтирана върху корпуса в задната му част. Двигателят е 4-цилиндров на фирмата „Даймлер“ с мощност 60 к.с. (44 kW). Въоръжението се състои от една 7,92 мм картечница „Максим“ 08/15 монтирана в куполата.
При конструирането на следващата версия на танка – LK.II не са направени големи промени. Като цяло в новата модификация е премахната куполата и е заменено въоръжението. Машината е въоръжена с руско 57 мм оръдие „Сокол“. Танкът е изпълнен по безкуполната схема, като за насочване на оръдието е създадена сложна конструкция.

## Модификации
- LK.I – базов модел на лекия танк. Произведен 1 прототип
- LK.II – подобрена модификация изпълнена по безкуполна компоновъчна схема. Произведени са 2 прототипа.
- LK.III – модификация на LK.II изпълнена по стандартната компоновъчна схема. Не е произведен прототип.